# Åsa Henningsson
Rut Åsa Henningsson, född 4 mars 1967 i Öjebyn, Norrbottens län, är en döv ombudsman. Hon är förbundsordförande i Sveriges Dövas Riksförbund sedan 2017.  
Åsa Henningsson brinner för sociala frågor, särskilt språkdeprivation, vilket handlar om att barn och vuxna som är döva eller har hörselnedsättning riskerar att inte få tillgång till fullt utvecklade språk, särskilt teckenspråk, vilket påverkar deras utveckling och livskvalitet livet ut om de inte får teckenspråk tidigt i livet.
Hon har varit ordförande i sin lokala förening, Norrbottens Dövas Teckenspråksförening.
Åsa Henningsson meddelade under hösten att hon inte ställer upp för omval. Hon kommer avgå vid SDR:s kongress 2025 i Karlstad. Då har hon varit ordförande i åtta år i förbundet, samt många år inom förbundet i olika roller som bland annat regional ombudsman och projektledare.